# Clubiona orientalis
Espèce
Clubiona orientalis est une espèce d'araignées aranéomorphes de la famille des Clubionidae.

## Distribution
Cette espèce est endémique de Corée du Nord.

## Description
Les femelles mesurent de 7,55 à 7,90 mm.

## Publication originale
- Mikhailov, 1995 : New or rare Oriental sac spiders of the genus Clubiona Latreille 1804 (Aranei Clubionidae). Arthropoda Selecta, vol. 3, no 3/4, p. 99-110 (texte intégral).